# Suzanne Bing
Suzanne Bing (10 de março de 1885 - 22 de novembro de 1967) foi uma atriz francesa.